# Ouled Madhi
Ouled Madhi là một đô thị thuộc tỉnh Msila, Algérie. Dân số thời điểm năm 2002 là 6.525 người.